# Цумадинско-Ботлихская кампания
Цумадинско-Ботлихская кампания, также Бои в Цумадинском и Ботлихском районах — боевые действия между войсками Российской Федерации (ВС и МВД) и незаконными вооружёнными формированиями (ИММБ и ИПОН) на территории Цумадинского и Ботлихского районов. Начальный этап вторжения чеченских моджахедов в Дагестан.

## Вооружённые формирования сепаратистов
По данным российских военных источников, численность бандформирований составляла от 1500 до 2000 боевиков. Большая часть боевиков прошла обработку в террористическом центре «Кавказ» и в лагере Урус-Мартановского джамаата. Часть жителей Дагестана поддержала бандформирования.
Главарём бандформирований являлся известный чеченский террорист, амир Конгресса народов Ичкерии и Дагестана, дивизионный генерал ВС ЧРИ Шамиль Басаев, а его ближайшим помощником был руководитель террористического центра «Кавказ» полковник ВС ЧРИ Хаттаб. Российские источники сообщали, что во втрожнении в Дагестан также участвовали группировки Вахи Арсанова, Руслана Гелаева, Арби Бараева и Хункара Исрапилова, однако из независимых источников подтверждается участие только группировки Бараева «ИПОН».
Религиозным руководителем вторжения стал Багаутдин Кебедов, который с осени 1998 года проживал на территории Ичкерии. Политическое руководство взяла на себя т. н. «Исламская шура Дагестана», в которую вошли Сиражудин Рамазанов, Магомед Тагаев, Надиршах Хачилаев, Адалло Алиев, Ахмад Сардали, Магомед Курамагомедов и другие.

## Ход событий
- 7 августа — началось вторжение боевиков в Дагестан. В этот же день ими были заняты селения Ансалта, Рахата и Шодрода Ботлихского района. Тогда же в селениях Эчеда и Хвайни Цумадинского района были подняты ваххабитские мятежи. Подразделения Вооружённых сил и МВД РД заблокировали дорогу в направлении селения Ботлих. Председатель Правительства России Сергей Степашин поручил начальнику Генерального штаба Вооруженных сил России Анатолию Квашнину и командующему Внутренними войсками МВД РФ Вячеславу Овчинникову «решить с максимальной эффективностью задачу по нормализации ситуации на чечено-дагестанской границе».[2]
- 8 августа — исламские террористы захватили селения Тандо, Зибирхали, Беледи и Ашино Ботлихского района. В район были переброшены дополнительные силы республиканской милиции, Внутренних войск и Министерства обороны. Руководство силовых структур республики решило провести крупномасштабную контртеррористическую операцию.[2]
- 9 августа — российские войска обстреляли боевиков близ селения Эчеда Цумадинского района. По официальным данным, в результате обстрела убито 4 террориста.[2]
- 9 — 10 августа — на территории Хасавюртовского и Кизилюртовского районов Дагестана стал приниматься сигнал телеканала «Моджахеды Кавказа», вещавший в вечернее время, в основном, на русском языке. На канале транслировались видеосъёмки событий в Цумадинском и Ботлихском районах, призывы к джихаду и прочий пропагандистский контент ваххабитского толка. Телестудия канала располагалась в селении Гиляны Ножай-Юртовского района Чечни[2].
- с 9 по 18 августа идут бои за высоту Ослиное Ухо.[2]
- 10 августа — «Исламская шура Дагестана» распространила «Декларацию о восстановлении Исламского Государства Дагестан» и «Постановление в связи с оккупацией Государства Дагестан» (документы были датированы 6 августа). «Шура» объявила Государственный Совет Республики Дагестан низложенным и сформировала «Исламское правительство». Главой «Исламского правительства» стал Сиражудин Рамазанов, а министром информации и печати был назначен Магомед Тагаев[2]. В этот же день исполняющий обязанности Председателя Правительства России Владимир Путин заявил, что правительством «подготовлен комплекс мер по поддержанию порядка и дисциплины в Дагестане». По словам Путина, период нормализации обстановки должен продлиться от полутора до двух недель, а затем начнётся «более длительный период стабилизации местной власти». В этот же день командование ВВС РФ сообщило, что за 10 августа было осуществлено 78 самолётовылетов с целью нанесения ударов по позициями террористов, минирования и фоторазведки. В тот же день в Махачкалу прибыл первый заместитель министра внутренних дел России Владимир Колесников, который возглавил оперативно-следственную группу МВД РФ. Главной задачей группы было:[2]

Обеспечение условий для стабилизации обстановки в регионе, расследование преступлений, в том числе тяжких, совершенных бандитами, вторгшимися на территорию Дагестана из Чечни.

- 11 августа
  - после посадки в Ботлихе с помощью ПТУР боевики Басаева уничтожили Ми-8МТВ-2. Погиб 1 человек, ещё 2 позднее умерли от полученных ранений. Также ранены 3 генерала.[2]
  - в Ботлихском районе состоялось заседание «Исламской шуры Дагестана». Участники заседания официально назначили Шамиля Басаева «военным амиром объединенных сил моджахедов Дагестана на период до полного изгнания кафиров со священной дагестанской земли». Хаттаб был назначен «командующим исламскими силами в Дагестане». «Шура» постановила арестовать руководителя Государственного Совета Республики Дагестана Магомедали Магомедова. Также лидеры бандформирований потребовали, чтобы руководители республики либо перешли на их сторону, либо сложили свои полномочия.[2]
- 20 августа — «Исламская шура Дагестана» обратилась к руководству Грузии с призывом поддержать «национально-освободительную войну народов Северного Кавказа». Обращение террористов зачитал по грузинскому телевидению постоянный представитель ЧРИ в Грузии Хизри Алдамов[2].
- 23 августа — «Исламская шура Дагестана» заявила о том, что моджахеды «не ведут войну против русских», а «борются с международным сионизмом». В документе отмечалось, что республиканский режим «поддерживается сионистским капиталом», а потому «союзниками в борьбе против международного сионизма» должны быть не только мусульмане Дагестана, но и «истинные патриоты России». Руководители террористов полагали, что Северный Кавказ «может стать главным союзником русских в борьбе против «нового мирового порядка»»[2].